# Günter Weseler

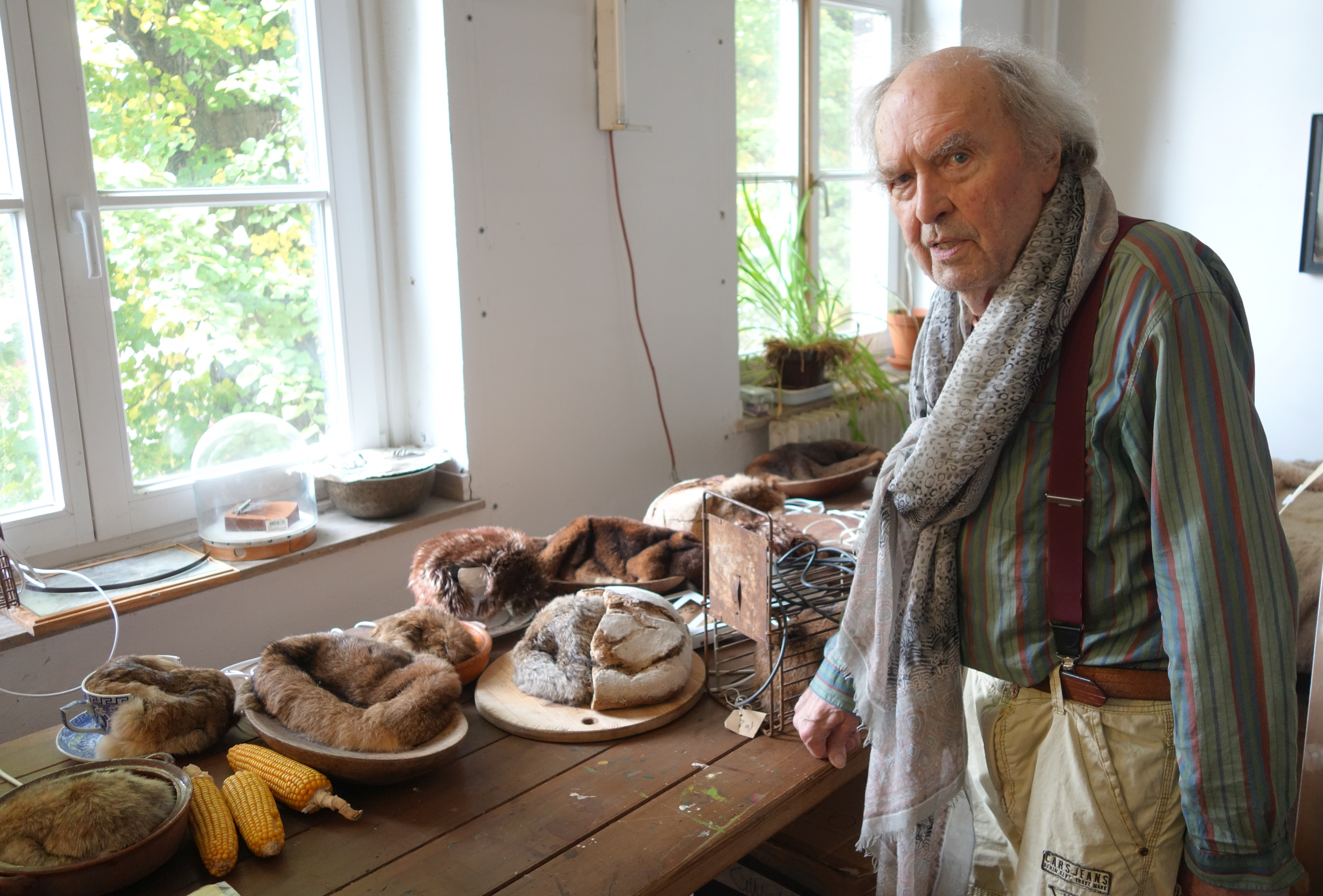
Günter Weseler im Atelier. In der Mitte das Atemobjekt „Brot“ (2018)

Günter Weseler (* 2. März 1930 in Allenstein; † 26. September 2020 in Düsseldorf) war ein deutscher Künstler. Er wohnte und arbeitete in Düsseldorf. Bekannt geworden ist er durch seine „Atemobjekte“, die den Hauptteil seiner Arbeiten ausmachten. Mit diesen „New Species“, wie er seine Objekte nannte, gehörte Weseler zu den wichtigsten deutschen Avantgarde-Künstlern der 1960er und 1970er Jahre.

## Biografie

### Jugend und Ausbildung
Seine Kindheit verbrachte Günter Weseler im ostpreußischen Allenstein. Als er als 15-Jähriger in den letzten Tages des Zweiten Weltkriegs zum Bau von Panzersperren gegen die Rote Armee herangezogen werden sollte, flohen seine Eltern mit ihm nach Parchim in Mecklenburg, von wo aus sie ins nordfriesische Niebüll umsiedelten. Dort kam er in Kontakt mit Schaffellen, eines der Hauptmaterialien für die Umhüllungen seiner späteren „New Species“.
Zusammen mit seiner Mutter, einer regional bekannten Pianistin und Malerin, malte er „um die Wette“ an gegenständlichen Landschaftsbildern. Seine ersten autodidaktischen Erfahrungen erwarb er sich durch Atelierbesuche in Niebüll. Ehe er sich ganz der Kunst zuwandte, schloss er eine Lehre als Tontechniker ab und absolvierte sie als Toningenieur. Dann studierte er von 1953 bis 1958 Architektur an der Technischen Hochschule Braunschweig. Nebenbei widmete er sich immer häufiger der Malerei und eignete sich dabei die Kunstströmungen der zurückliegenden Jahrzehnte an.
Seine anfangs angenommene Anstellung bei dem bekannten Düsseldorfer Architekten Paul Schneider-Esleben erfüllte ihn jedoch nicht.

### Künstlerisches Schaffen
Insbesondere zu Beginn seiner Künstlerlaufbahn kam Weseler immer wieder auf die Malerei zurück. Zeitweilig wandte er sich dem Phantastischen zu, er malte kubistische Häuser-Staffelungen, näherte sich mit Spachtelarbeiten in abstrakten Bildern organischen Assoziationen. Um 1958 schuf er serielle Kunst, „wobei Weseler die strenge Ordnung in einem dynamischen Pinselfurioso stört, verwischt, rhythmisiert. Statisches tritt neben Kinetisches“. Er nahm Impulse des jungen Musikers Dieter Schönbach auf und fing an „optisch zu komponieren“. Günter Weseler bemühte sich, den großen Tachisten und Informellen wie K. R. H. Sonderborg oder K. O. Götz zu folgen – bis er die Atmung für sich entdeckte.

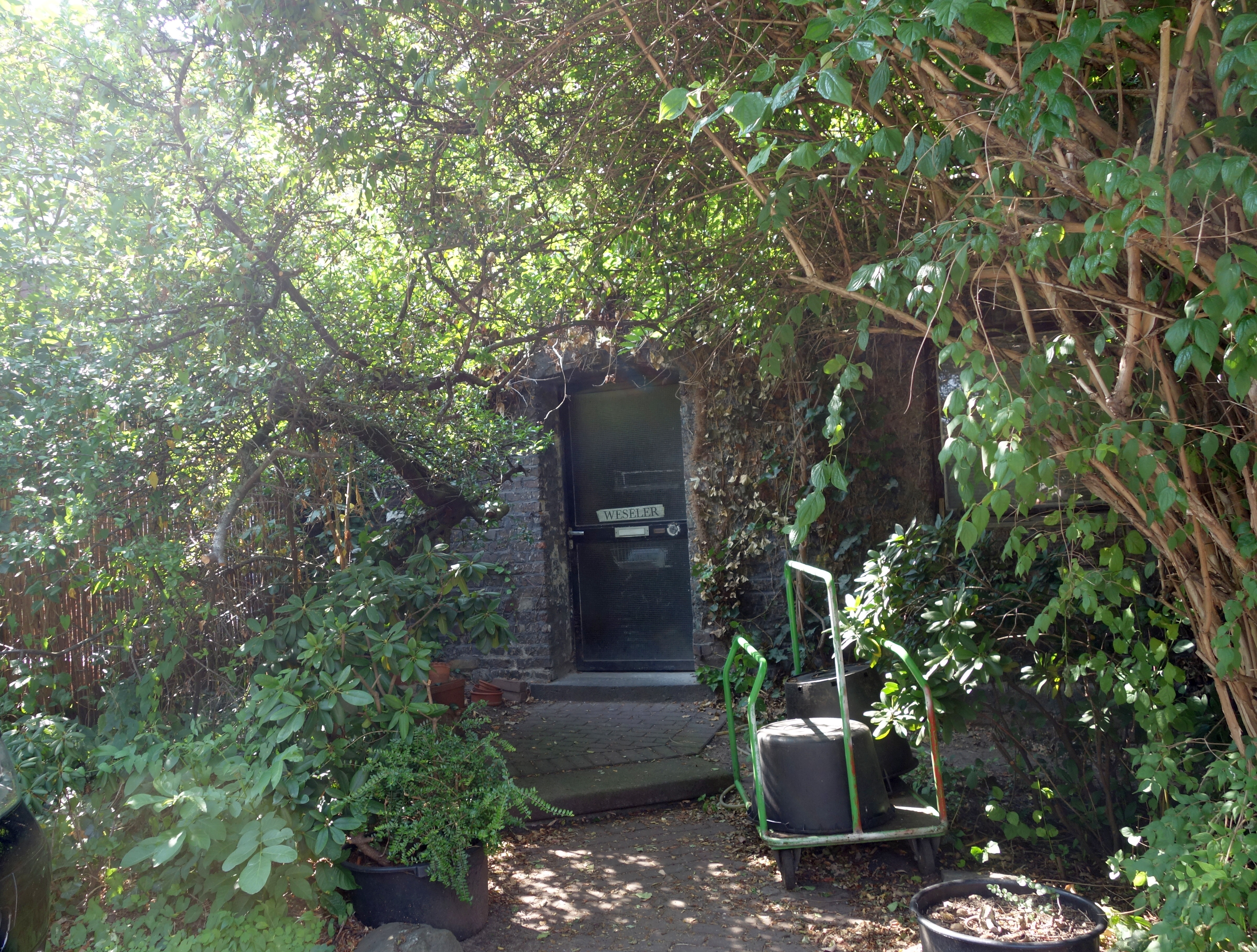
Eingang zu Weselers altem Atelier in Düsseldorf-Lörick (2018)

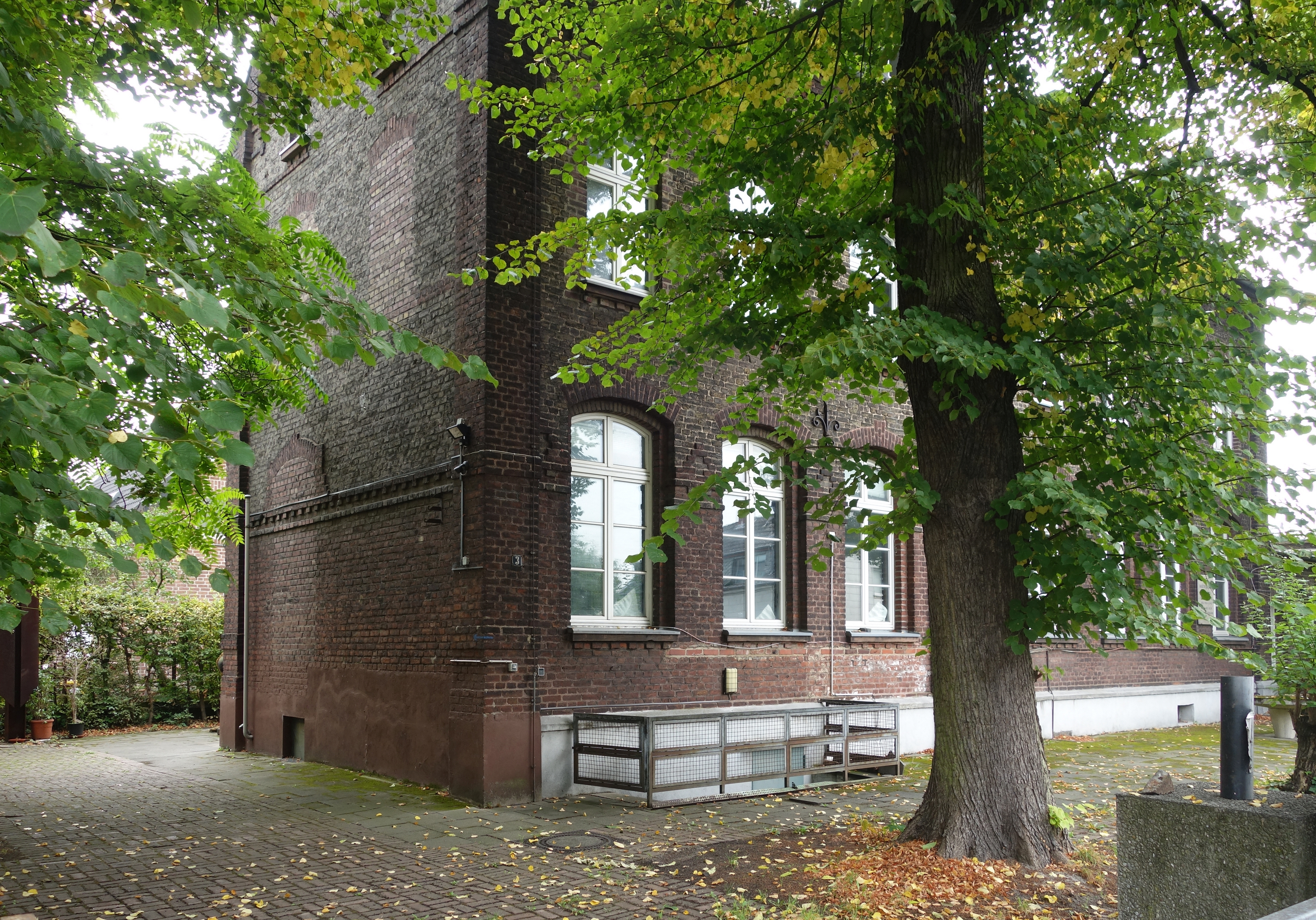
Atelier-Haus Schule, Düsseldorf-Lörick (2018)

Im Jahr 1964 begann Günter Weseler sich mit dem Phänomen des Atmens zu beschäftigen. „Wenn sich der Atem von unten nach oben kehrt und dann wiederum wenn er sich von oben nach unten kehrt – durch diese beiden Wendungen erkenne!“, zitierte Günter Weseler aus einer 3000 Jahre alten Sutra. In jenem Jahr komponierte er zusammen mit dem Komponisten Dieter Schönbach unter dem Titel „Atemmusik“ Werke, in denen sie das Atmen in Musik umsetzten. Hierbei war entweder das rhythmische Element der Atmung, das ständige Auf und Ab, bestimmend für den Musikablauf, oder es wurden verschiedene Klangfarben der Atmung, etwa Hauchen, Strömen, Pfeifen, von Bläsern oder einer Orgel nachempfunden.
Dadurch angeregt ging er 1966 zu „visuellen Durchformungen des Atemrhythmus“ mit durch Pressluft aufgeblasenen, etwa zwei Meter großen, atmenden Ballons über, aus denen die Luft wieder entwich, und schließlich zu den mechanisch gesteuerten Fellobjekten. Für die charakteristischen Bewegungseffekte seiner meisten Arbeiten kam ihm sicherlich seine vorangegangene Ausbildung zum Rundfunkmechaniker zugute. Angetrieben wird das mechanische Innenleben durch motorbetriebene Steuerscheiben und Hebel, eventuell begleitet von Geräuscheffekten. Anfangs diente ein VW-Scheibenwischermotor als Antrieb. Zuletzt verwendet er einen kleinen, im normalen Handel erhältlichen Elektromotor, der mittels einer rotierenden Stange und einer von ihm individuell gefertigten Exzenterscheibe seine unregelmäßige Bewegung, regelmäßig wiederholend, auf das Fell überträgt.
Seine gesichtslosen, atmenden Fellwesen setzte er in die verschiedensten Lebenssituationen. Je nach Lage, Ort und Situation können sie ihren Charakter völlig verändern. Häufig befinden sie sich an Wänden und Raumecken. Die Atembewegungen sind stark verlangsamt, so dass sich der Betrachter häufig erst vergewissern muss, dass sich dort ein scheinbar lebendes Wesen befindet. Weseler beschrieb, wie er den Einfluss des Umfelds auf die Wahrnehmung des Betrachters selbst erst bemerkte, nachdem er eines seiner eigentlich kuschelig anmutenden Objekte zu einer Kinderpuppe legte: „Eigentlich war das Gitter des Kinderbettes nur als Schutz gedacht, damit sich niemand auf das liegende atmende Wesen setzt aber dabei entdeckte ich, daß das Objekt plötzlich einen ganz anderen Charakter annahm: etwas ganz unziemlich Bedrohliches, Gewalttätiges ging von ihm aus…“ Weseler platziert einzelne seiner „New Species“ in die Ecke eines Raumes, oder er lässt eine ganze Herde als „Überwucherungen“ sich an Wand und Decke zusammenfinden. Auf den Betrachter üben sie häufig eine meditative Wirkung aus. - Es hat den Anschein, als hätte er lange Zeit jedes Ding, das ihm in die Hände kam, auf seine Weise verfremdet. Aus einem Schmuckkästchen, einer angespülten Eisentonne, aus einem Ausguss (1969), in Kartoffeln und Brot, an und unter Tüchern, in Ecken, auf Kanten und Winkeln „atmete, ruckte, quoll und zuckte es“.
Weseler war mit dem Eat-Art-Künstlers Daniel Spoerri befreundet. Von Spoerri, der in seinem Düsseldorfer Lokal Eat Art Gallery so exotische Speisen wie Löwenfleisch anbot, stammte auch seine Bezugsquelle zu den Löwenfellen, aus denen er die unter anderem in der Alten Oper Frankfurt ausgestellte Installation „Phoenix“ schuf.
Eines anderes seiner Atemwesen kraucht in eine alte Balgenkamera (Kaninfell, 1979), ein weiteres ist in einer Rattenfalle gefangen (1973) oder wurde, immer noch atmend, von Pfeilen durchbohrt („Hommage à St. Sebastian“; Schaffell 1975). Eine besondere Vorliebe scheinen sie für Textilien, wie alte Teppiche, zu haben (1975–1981).
Weseler begann, seine Objekte zu größeren Environments zusammenzustellen. Im Jahr 1969 baute er im Leverkusener Museum eine Ausstellung zum Thema „Räume“ auf: „Im schwarz ausgeschlagenen Schloß-Zimmer lagen auf ‚schlackigem‘ weichem Schaumstoff verbrannte Bäume mit schwarz-grauen Gummischlangen, ein Kratergebilde aus elastischem Luftballon-Gummi (Präservativmaterial), stachelige Schaumobjekte, alles atmend, aufblähend und zusammensackend, von blubbernden, knarrenden oder rasselnden Geräuschen begleitet.“ Er schuf atmende Wände von über zehn Meter Länge, die sowohl im privaten Rahmen gezeigt, aber auch als Bühnenbild für Opern eingesetzt wurden. Aus dem von ihm speziell für die Atemwände geformten Schaumstoffmaterial, mit Hilfe eines umgebauten Webstuhls in der Oberfläche umstrukturiert, schuf er auch das in einem Käfig gefangene „Ungeheuer von Loch Ness“ (1974).
Ein Teil seiner Arbeiten hat einen besonders provozierenden Charakter. Ab 1968 durchbohrte er Schaufensterpuppen und ließ aus den Verletzungen Polyurethan-Schaum hervorquellen. 1969 ließ er an einer lebenden Frau am Hals eine Parasiten aus Kaninchenfall ansetzen. Eine mit Fell beklebte Puppe nahm durch eine Maschine im Kopf irre Züge an.
Für die Arbeit Sisyphos (Sisyphos II, 1980), ein pyramidenförmiger Holzklotz mit einer mächtigen Schiffskette, beschrieb Weseler den Vorgang des Hebens und Senkens der rasselnden Kette. Ein stark verzögerter Bewegungsablauf, wie er in der Art ähnlich auf seine Atemobjekte zutrifft, hier ganz besonders ein Zusammenwirken mit einem, vielleicht als quälend empfundenem? – oder meditativem? – verlangsamten Zeitablauf:

„Auf die erste Phase der Aufwärtsbewegung von 35 sec. folgen 10 sec. Ruhe, dann wieder 20 sec. Aufwärtsbewegung + 13 sec. Ruhe: Die Bewegungsphasen werden kürzer + die Pausen länger.
Während der 4. Aufwärtsbewegung erfolgt der jähe Rückfall (Absturz) des Kettenhaufens. - Es folgt eine längere Erholungsphase von 5 Minuten + das Spiel beginnt von Neuem…“

Die Journalistin Helga Meister schrieb 1974 über Günter Weseler:

„Bei den Edinburgher Festspielen 1970 arrangierte er, wie zuvor im Göttinger Kunstverein, ein ‚Atembanquett‘, bei dem den Gästen das Essen im Halse steckengeblieben sein dürfte: auf einem Holztisch präsentierten sich die Gaben: plusternde Rex-Kaninchen in Tonschüsseln, Brote aus denen Tiere atmeten, ein skurriles Abendmahl, von Zikadengeräuschen begleitet, die nach Weselers Worten die ‚erotische Spannung der Objekte‘ intensivieren sollte. Den PU-Schaum seiner Schaufensterpuppen wiederholend, ließ er auch noch aus Schweineköpfen, auf einer mit weißem Leinen drapierten Couch liegend, häßliche graue Masse quellen.
Weseler vertritt in gewisser Weise eine ‚deutsche‘ Variante der Kinetik, die sich nicht mit einem Maschinenhymnus in der Art Tinguely begnügt; er liebt auch nicht das sinnenverwirrende Raffinement des Lichtkinetikers Schoeffer. Seine organische, animalische Kinetik ist der Meditation benachbart; sie kennt die Verletzlichkeit des Lebens, die Vergänglichkeit im Tod, die Anwesenheit unsichtbarer Wesen, die Unheimlichkeit, aber auch den Scherz, den Spuk, die Groteske. Sie ist eine künstlich erschaffene menschliche Komödie, mit allem Irrwitz heutiger ‚Menschlichkeit‘.“

Günter Weseler installierte seine Objekte in vielen Galerien und Museen im In- und Ausland. Toronto, Edinburgh, Luzern, Amsterdam zeigten die „organische Kinetik“, wie Weseler seine Werke auch bezeichnet. In den 1980er Jahren zog er sich weitgehend aus dem öffentlichen Kunstleben zurück und galt seither eher als „Geheimtipp“.
Im Alter von 81 Jahren erlebte er 2011 ein spätes Comeback. Eine Düsseldorfer Galerie zeigte seine Werke auf der Kunstmesse Art Cologne. Blickfang war ein im Jahr 1969 entstandenes Ensemble von fünf an der Decke hängenden Käfigen, in jedem lag ein atmendes Schaffell. Anlässlich einer Gemeinschaftsausstellung in Bamberg im Jahr 2016 hieß es: „Aus der rheinischen Kunstszene ist u. a. Günter Weseler vertreten, der in den 60er Jahren für seine atmenden Fellobjekte gefeiert wurde  und derzeit eine fulminante Wiederentdeckung erfährt.“ Noch im September 2018 beteiligte sich der inzwischen 88-jährige Künstler an der Düsseldorfer Aktion der öffentlichen Ateliers „Kunstpunkte“ in seiner Werkstatt im Künstlerhaus, eine ehemalige Schule in Düsseldorf-Niederlörick, Wirkungsstätte neben anderen auch der Bildhauer Wilfrid Polke und Anatol Herzfeld.
Günter Weseler starb im Alter von 90 Jahren am 26. September 2020 in Düsseldorf.

## Auszeichnungen
- 2008 Kunstpreis der Künstler, vom Verein zur Veranstaltung von Kunstausstellungen im Museum Kunstpalast[12]

## Veröffentlichungen (Auswahl)
- 1986 Atemobjekte (Bildband). Günter Weseler, Draier Verlag, Haun und Hitzelberger, ISBN 3-923530-12-9
- 2010 Günter Weseler – Atmende Wesen aus Ralph Goetz und Werner Rauen, Institut für künstlerische und fotografische Dokumentation (DVD)
- 2015 Günter Weseler. Mariapia Pedrazzini, Zeno Piersch, Galleria Allegra Ravizza, Diehl, Berlin[5]

## Einzelausstellungen und Environments (Auswahl)
- 1960 Dortmund, Galerie Ungermann
- 1966 Düsseldorf, Kunsthalle (Abendausstellung)
- 1967 Hannover, Kunstverein München; Galerie Thomas, Essen, Haus Ruhnau
- 1968 Köln, Galerie art intermedia; Düsseldorf, Galerie Gunar
- 1969 Leverkusen, Schloss Morsbroich (Environment „Räume“); Luzern, Kunstmuseum „Düsseldorfer Szene“ (Environment); Köln, Kunstmarkt, Galerie Thomas (Environment)
- 1970 Edinburgh Art College „Strategy get arts“ (Environment), Ibiza; u. a.
- 1971 Düsseldorf, Eat art Galerie (Daniel Spoerri)
- 1972 Essen „Szene Rhein-Ruhr“ (Environment); Helsinki, Museum Ateneum „Kunstszene Düsseldorf“; u. a.
- 1973 Turku „Kunstszene Düsseldorf“
- 1974 Montreal, Musee d'Art Contemporain (Environment); Wiesbaden, Städtisches Museum; u. a.
- 1975 Toronto, The Electric Gallery; Kopenhagen, Nye balla Center (Environment); u. a.
- 1977 Rottweil, Forum Kunst Rottweil; u. a.
- 1978 Amsterdam, Galerie Brinkmann; Toronto, The Electric Gallery; Berlin, Nationalgalerie (Löwenenvironment)
- 1979 Wien, Galerie Lang; Toronto York University Gallery (Environment)
- 1981 Alte Oper „Phönix“ (Environment); u. a.
- 1986 Siegen, Kunstverein
- 1992 Düsseldorf, Kunsthalle „Mit Haut und Haaren“ (Environment); Aachen, Deutscher Künstlerbund (Environment)
- 1993 Düsseldorf „Art Multiple“ (Environment)
- 1999 Dresden, Deutsches Hygiene-Museum (Environment); u. a.
- 2001 Aachen, Kornelimünster, ehemalige Reichsabtei
- 2013 Berlin, Diehl Cube „Sisyphos“
- 2014 Lugano, Galleria Allegra Ravizza, „Breathing Objects, the new species“; u. a.

Von 1967 bis 1999 nahm er außerdem in nahezu jedem Jahr an Gruppenausstellungen teil.

## Filme
- 1969 Fernsehfilm mit Gerd Winkler NDR/WDR „Räume“, mit Gottfried Sello, Schloss Morsbroich, Leverkusen
- 1970 BBC, Fernsehfilm mit Derrik Knight, Edinburgh und Düsseldorf
- 1972 Finnisches Fernsehen, Helsinki
- 1974 WDR-Fernsehfilm mit W. Raeune; ZDF „Weseler atmende Welt“; Saarländischer Rundfunk, Fernsehfilm mit Marlene Franz „Günter Weseler“
- 1987 Deutsche Welle, Fernsehfilm mit R. Schicht[5]